# Rostov Arena
El Rostov Arena (según el informe FIFA: Estadio de Rostov del Don de la Copa del Mundo de la FIFA) es un estadio de fútbol ubicado en la ciudad de Rostov del Don, Rusia. El estadio forma parte de las sedes de la Copa Mundial de Fútbol de 2018 y cuenta con una capacidad total de 43  702 espectadores sentados. El estadio es utilizado por el FC Rostov, el club de fútbol de la ciudad, para disputar sus partidos como local. El estadio fue inaugurado el 15 de abril de 2018 con un partido de liga entre el Rostov y SKA Jabárovsk (2:0).

## Historia
En junio de 2013, durante el inicio de las obras de construcción del estadio, se encontraron cinco proyectiles de la Segunda Guerra Mundial, casi perfectamente conservados.

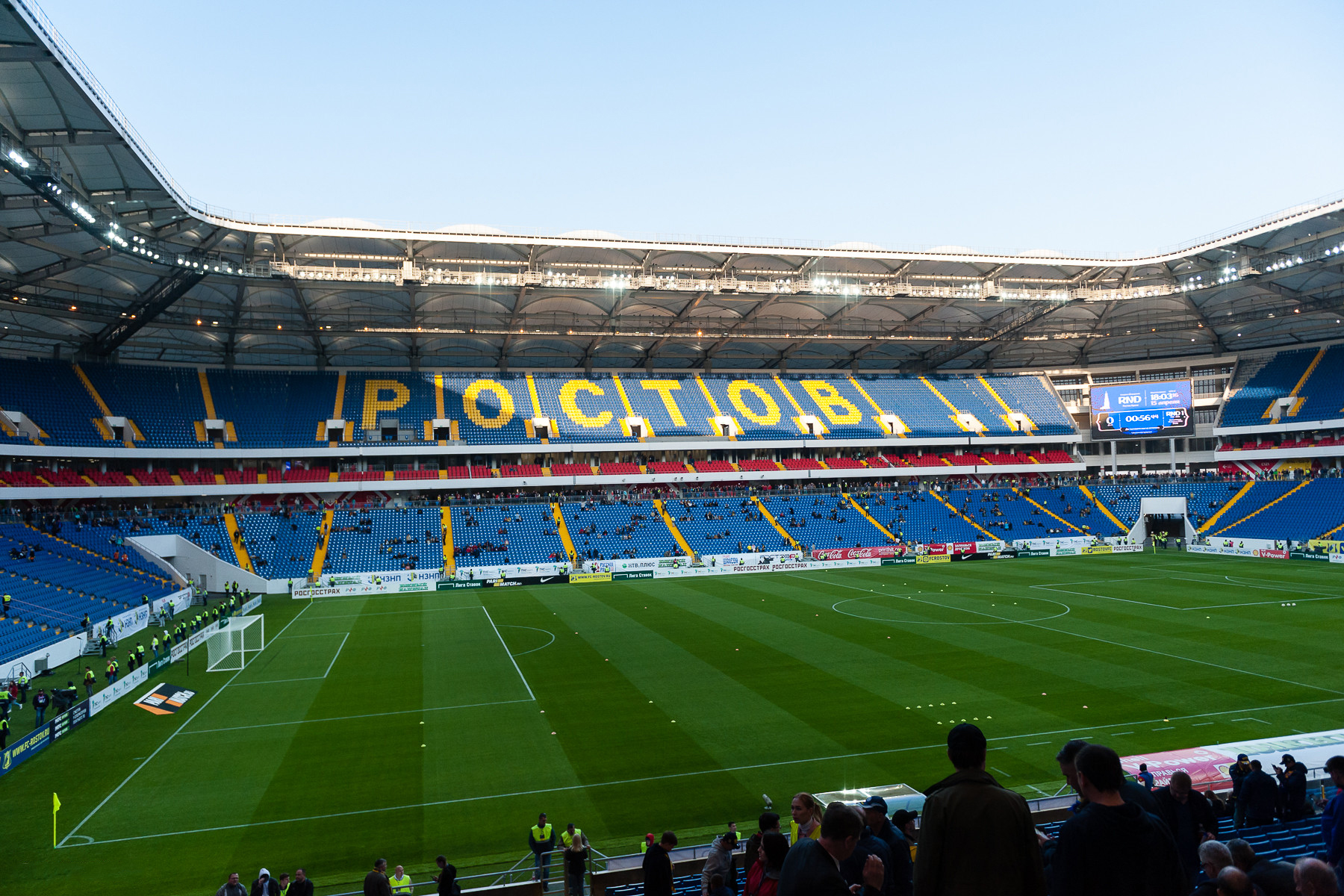
Rostov Arena el día de su inauguración el 15 de abril de 2018.

En agosto de 2013, se comenzó a trabajar en la base de aluvión de arena para el estadio. El trabajo en la fundación se completó en mayo de 2014. La construcción comenzó en la infraestructura del estadio en octubre de 2015. En diciembre, el sitio de construcción comenzó a traer equipos pesados y materiales de construcción. En enero de 2015, los equipos comenzaron a conducir los montones.
El proyecto del estadio fue revisado en marzo de 2015, reduciendo el costo de la construcción a tres mil millones de rublos. En el verano de 2015 se completó la conducción de la pila y comenzó la construcción de la superestructura.
En diciembre de 2015, se comenzó a trabajar en la instalación del marco metálico del techo. En julio de 2016 comenzó el trabajo en el estadio de hormigón. Además, los constructores comenzaron la construcción de la fachada y comenzaron el acondicionamiento del territorio adyacente al estadio. En noviembre de 2016, el trabajo de hormigón armado del recipiente principal del estadio se completó por completo y comenzó la instalación de estructuras de techo con carga.
El estadio fue inaugurado el 15 de abril de 2018 con un partido de liga entre el Rostov y SKA Jabárovsk (2:0).

## Diseño

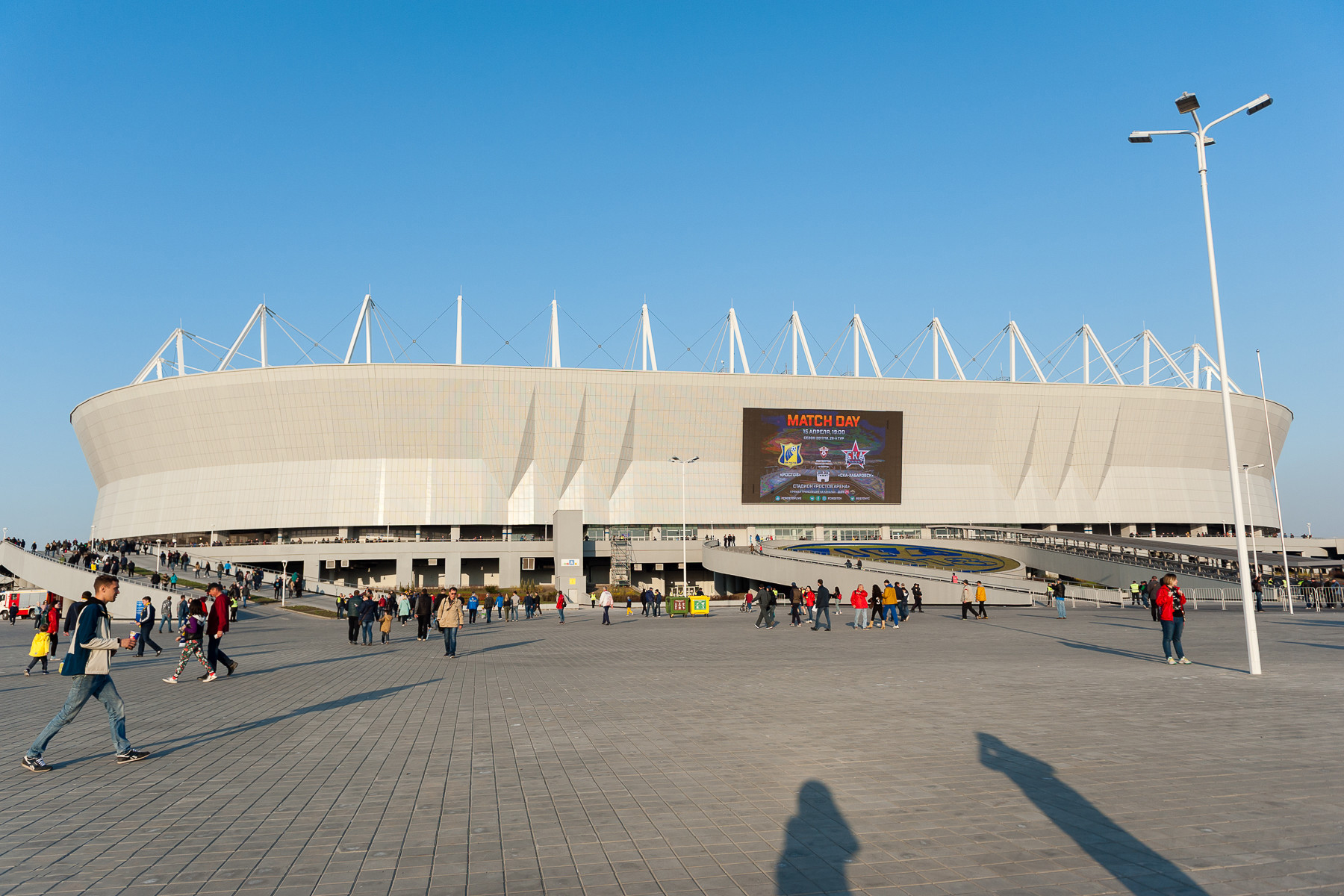
Exterior del estadio el día de su inauguración el 15 de abril de 2018.

En 2011, el diseño final para el nuevo estadio fue presentado por Populous. La forma irregular del techo y las gradas son características distintivas. Parte de los asientos será temporal, para la Copa Mundial 2018. Después, la capacidad total de 45 000 espectadores para el torneo se reducirá a 35 000 aproximadamente.
Como confirmó el arquitecto principal de la región de Rostov, este estadio será el comienzo de un nuevo centro de la ciudad. Será el primer gran proyecto construido en la orilla sur del río Don, con el resto de la ciudad al norte. Con destinos de compras y restaurantes, el estadio servirá como punto focal para inversiones y nuevos desarrollos.

## Descripción del estadio
El estadio cuenta con toda la estructura deportiva necesaria: guardarropas para jugadores y árbitros, locales para el personal y los delegados de equipos, zonas de control antidopaje, oficinas de prensa y otros centros esenciales para llevar a cabo diferentes torneos de la más alta categoría. 
En el territorio adyacente hay aparcamiento con suficiente cantidad de plazas para el estacionamiento. La Arena está construida teniendo en cuenta la comodidad para los espectadores con movilidad reducida.

## Servicios para espectadores
Los espectadores tendrán acceso a los siguientes servicios adicionales: 
- Apoyo informativo brindado por voluntarios
- Información (punto de registro de menores, punto para dejar los coches de niño, oficina de objetos perdidos).
- Consigna.
- Audioguías para las personas invidentes o con problemas de visión.

Además, las instalaciones están dotados de elevadores, rampas y torniquetes para los espectadores con movilidad reducida. Uno de los sectores de la gradería estás adaptado para personas con discapacidad.

### Condiciones para los espectadores con discapacidad
En la arena están previstos los sitios especiales para los espectadores con discapacidad, donde pueden estar también el cochecito de inválido y el acompañante. Además, después de la reconstrucción en el estadio se instalaron unos asientos especiales más anchos. Las zonas de alimentación y cuartos de aseo también se hicieron con observación de reglas de accesibilidad  para las personas de posibilidades reducidas.
Para los espectadores con discapacidad en el estadio está prevista el sistema especial de navegación para orientarse en cuanto a las entradas. Los ascensores especiales y rampas, puntos de control sirven para la comodidad de desplazamientos de los ciudadanos con movilidad reducida.

## Seguridad
Para el Campeonato Mundial de Fútbol 2018 el estadio contará con sistemas de alarma y aviso, detectores de metales, escáneres de líquidos peligrosos y sustancias explosivas y 30 puestos de vigilancia permanente.

## Eventos

### Copa Mundial de Fútbol de 2018

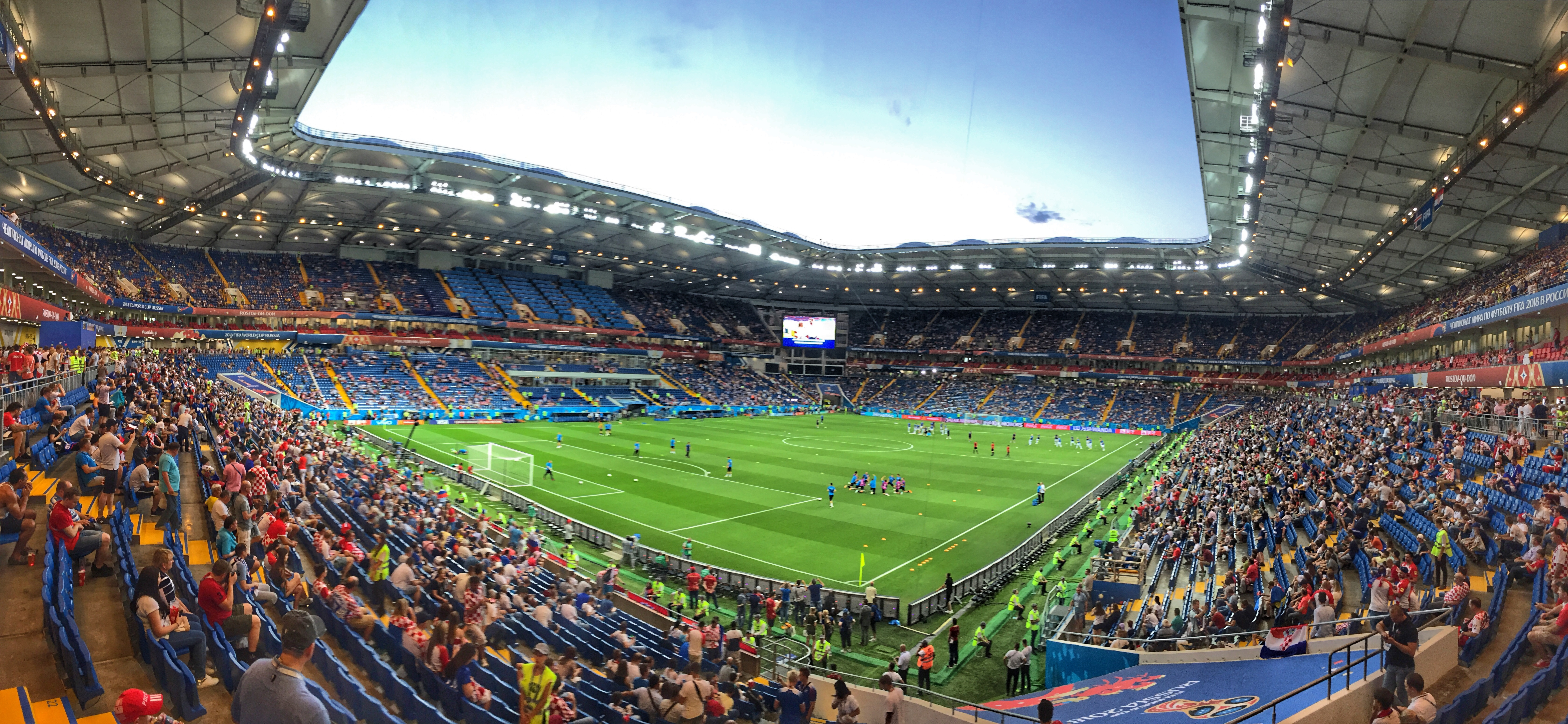
Partido entre y.

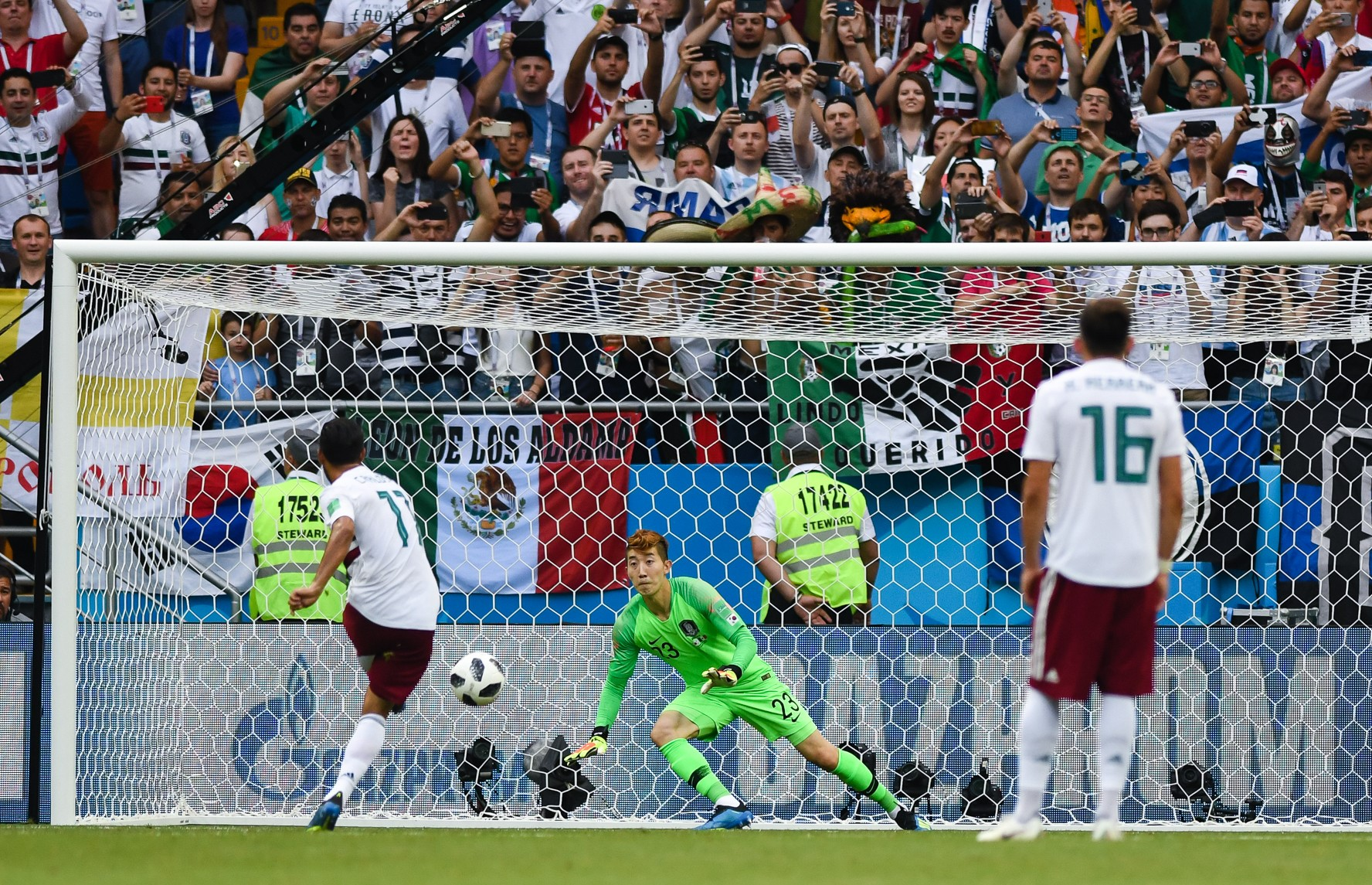
El futbolista mexicano Carlos Vela anotando el penalti contra.

El estadio fue una de las sedes de la Copa Mundial de Fútbol de 2018. Se disputaron los siguientes partidos:
| Fecha               | Fase             | Equipo        |                          | Resultado |                           | Equipo         | Espectadores |
| ------------------- | ---------------- | ------------- | ------------------------ | --------- | ------------------------- | -------------- | ------------ |
| 17 de junio de 2018 | Primera fase     | Brasil        | Bandera de Brasil        | 1:1       | Bandera de Suiza          | Suiza          | 43 109       |
| 20 de junio de 2018 | Primera fase     | Uruguay       | Bandera de Uruguay       | 1:0       | Bandera de Arabia Saudita | Arabia Saudita | 42 678       |
| 23 de junio de 2018 | Primera fase     | Corea del Sur | Bandera de Corea del Sur | 1:2       | Bandera de México         | México         | 43 472       |
| 26 de junio de 2018 | Primera fase     | Islandia      | Bandera de Islandia      | 1:2       | Bandera de Croacia        | Croacia        | 43 472       |
| 2 de julio de 2018  | Octavos de final | Bélgica       | Bandera de Bélgica       | 3:2       | Bandera de Japón          | Japón          | 41 466       |